# 芙蓉湾古代防潮大堤
芙蓉湾古代防潮大堤，位于中国广东省湛江市雷州市附城镇芙蓉湾，为湛江市雷州市的一个市级文物保护单位，类型为古建筑，公布时间为1994年9月13日。
芙蓉湾古代防潮大堤的历史年代为南宋。